# Словесная ролевая игра
Словесная ролевая игра (словеска, ролевая) — разновидность ролевых игр с полным отсутствием материального компонента: игра происходит исключительно путём речевого взаимодействия игроков, описывающих действия своих персонажей, и мастера, описывающего реалии окружающего мира и реакции мастерских персонажей. Может проводиться в реальной жизни и в интернете.
- Также словесной часто называют любую настольную ролевую игру с собственным, оригинальным сводом правил. Одной из наиболее известных настольных словесных игр является Мафия.

- Разновидностью словесной ролевой игры является текстовая. В интернете словесными обычно называют текстовые форумные ролевые игры (ТРПГ, англ. TRPG — текстовая ролевая игра (Text Role Playing Game), ФРПГ (форумная рпг)).

- В нынешний век технологий появились профилирующие сайты, созданные для литературного развития игроков. В которых создается квинтэссенция всех возможностей на одной площадке, под удобным управлением.

Текстовые игры могут быть письменными и устными.
Устная словесная ролевая игра выглядит как фестиваль сказочников и трубадуров: участники рассказывают историю по очереди, отталкиваясь от того, кто какие линии повествования и каких персонажей ведёт. Этот вид текстовых игр малоизвестен и требует от участников высокого уровня концентрации и хорошего взаимодействия.
Форумные текстовые ролевые игры используют интернет-форумы. Сам процесс игры представляет собой моделирование группой людей той или иной ситуации. Каждый из играющих играет своим персонажем.
Впоследствии ролевые игры в русскоязычном сегменте Интернета распространились с форумов на  социальные сети. Это произошло из-за более широкого развития социальных сетей как явление виртуальной жизни. С 2010 года и по сей день ролевые игры в ВКонтакте являются достоянием молодёжи, но замечена тенденция смены «открытой» модели игры (когда каждый может перейти в сообщество и посмотреть на чужую игру) к «закрытой» — в личных сообщениях или приватных беседах. 
Словесные ролевые игры могут быть оригинальными или основанными на различных тайтлах/фэндомах. В последнем случае ролевая игра проходит с сюжетом, персонажами, событиями, которые описываются в том или ином аниме/книге/сериале/фильме/мультфильме и т. д.
В играх по уже существующим тайтлам/фандомам более всего ценится умение игрока вжиться в уже известный образ и убедительно передать его (отыграть). Также есть жанр «ориджинал», подразумевающий собой игру, не основанную на каком-то существующем фандоме. В этом случае все персонажи и сама вселенная являются собственностью игроков. В играх-ориджиналах, использующих оригинальные миры, сюжеты и персонажей, персонажей придумывает и предлагает к отыгрышу мастер либо каждый игрок придумывает себе персонажа сам. Сюжет игры в любом случае обычно предлагается мастером. В играх по уже существующим вселенным это могут быть отыгрыши сюжетов тайтла либо вариаций, а также сюжеты AU (alternative universe) — этим термином обозначают перенесение персонажей тайтла в другое время, другие обстоятельства, либо в совершенно «другой мир». Как дополнительный жанр вытесняют также и «Пропущенную сцену». В этом случае игроки дополняют одну из сцен, уже существующих в конкретном фандоме, но строго следят за тем, чтобы никто не выходил из канона. Действия и характер персонажей, которые не входят (или даже противоречат) канону называют ООС, что расшифровывается как «Out Of Character».

Словесная ролевая игра — это популярное интеллектуальное развлечение. Игровая аудитория текстовых ролевых игр тесно пересекается с аудиторией читателей и авторов фанфиков. Большинство понятий и определений, в том числе жанры, позаимствованы именно с ресурсов, специализирующихся на написании и чтении фанфиков. Можно сказать, что обе эти культуры идут нога в ногу друг с другом и возникли в один и тот же период времени.

## История словесных ролевых игр
Словесные ролевые игры берут своё начало в крупных компьютерных клубах США, а также в BBS (электронные доски для обмена сообщениями), в которых сидели чаще всего студенты университетов. Ограниченные сюжетными механиками и развитием видеоигр, среди студентов начинают формироваться клубы, которые начинают на основе той или иной видеоигры разыгрывать свой собственный сюжет. Дальнейшее развитие социальных сетей открыло широкий доступ для масс к обмену сообщениями и развитию текстовых ролевых игр.

## Как происходит игровой процесс?
Сам процесс словесной ролевой игры основан на двух компонентах:
- создание персонажа;
- определение сюжета и его развитие.

Стоит отметить, что развитие сюжета может зависеть от уровня вмешательства ГМ в ролевую игру. Есть ролевые, где уровень вмешательства ГМ минимален, игроки практически ни в чём не ограничены. В ролевых, где уровень вмешательства ГМ высок, допускается незначительная свобода в создании сюжета, чаще всего это касается личных взаимоотношений между персонажами, но не стоит удивляться, если ваш ГМ решит привнести «перчинки» в отношения ваших персонажей. Однако если мы рассматриваем ролевую игру в личных сообщениях, между 2 игроками, то чаще всего они полностью свободны в своём сюжете, но заранее определяют его основные направления.
После создания персонажа, поиска соигрока и определением основной ветки сюжета, игроки начинают писать посты. Объёмы постов определяют темп игры:
- коротким постам, которые в сегменте СНГ текстовых ролевых игр чаще всего называют «однострочными» (игрока соответственно «однострочником»), соответствует более быстрый темп игры. Чаще всего с данных постов начинают новички. А также особенностью являются разнообразные символы, которые подчёркивают действия персонажа: *…*, \…\ и т.д.
- длинным постам (игрок — «многострочник») соответствует более медленный темп игры. Данные посты оформляются строго в литературном стиле.

Взаимодействие по типу «пост-пост» продолжается до тех пор, пока не подойдёт к логическому завершению сцена ролевой игры. Если игроки понимают, что им комфортно играть друг с другом они могут перейти к другой сцене, которая чаще всего отыгрывается в другой локации. Из подобных сцен складывается сюжетная ветка двух героев.

## Где происходит игровой процесс?
Сегодня основными платформами на которых происходят текстовые ролевые игры являются социальные сети, форумы и мессенджеры. Facebook, Tumbler, Instagram, Telegram, VK, Discord, Reddit — везде можно найти сообщество посвящённое ролевым играм и сами игры непосредственно.
По месту игрового процесса текстовые ролевые игры можно разделить на 2 вида:
- ролевая игра через личные сообщения, конференции — чаще всего ролевой процесс происходит между двумя игроками, однако встречаются так называемые комнаты на большее количество персонажей. Данный тип может использоваться для проведения квестов и т.д.
- ролевая игра в группах, сообществах, форумах — наиболее распространённый тип. Он подходит для множества игроков, множества сюжетных сцен и т.д. В ролевой группе создаются определённые темы, в которых происходит непосредственно ролевой процесс игроков. В одной теме несколько игроков могут вести свои сюжеты параллельно друг другу.